# Gare de Ringsheim/Europa-Park
La gare de Ringsheim/Europa-Park (en allemand : Ringsheim/Europa-Park Bahnhof) est une gare ferroviaire allemande, située à Ringsheim, dans le Land de Bade-Wurtemberg.
Cette halte de la Deutsche Bahn (DB) se trouve à 5,5 km du parc d'attractions Europa-Park.

## Situation ferroviaire
La gare de Ringsheim/Europa-Park est située au point kilométrique 174,8 de la ligne de Mannheim à Bâle (Rheintalbahn), entre les gares d'Orschweier et de Herbolzheim.

## Histoire
Le nom de la gare — originellement « Ringsheim » — est devenu « Ringsheim/Europa-Park » le 10 décembre 2021.
Depuis le 11 décembre 2022, des TGV inOui — reliant notamment Paris à Fribourg-en-Brisgau — s'y arrêtent.

## Service des voyageurs

### Accueil
La halte est ouverte en permanence, y compris les jours fériés.

### Desserte

#### Trains à longue distance
La halte est desservie quotidiennement par un aller-retour EuroCity-Express (ECE), effectuant la liaison Francfort-sur-le-Main – Bâle – Milan.
Elle est également desservie par des TGV inOui, reliant Paris à Fribourg-en-Brisgau ; cette liaison passe par Strasbourg et Offenbourg.

#### Trains régionaux
La halte est desservie par des trains régionaux :
- ligne RE 7 : Bâle – Offenbourg (– Karlsruhe) ;
- ligne RB 26 : (Neuenburg am Rhein –) Fribourg-en-Brisgau – Offenbourg.

### Intermodalité

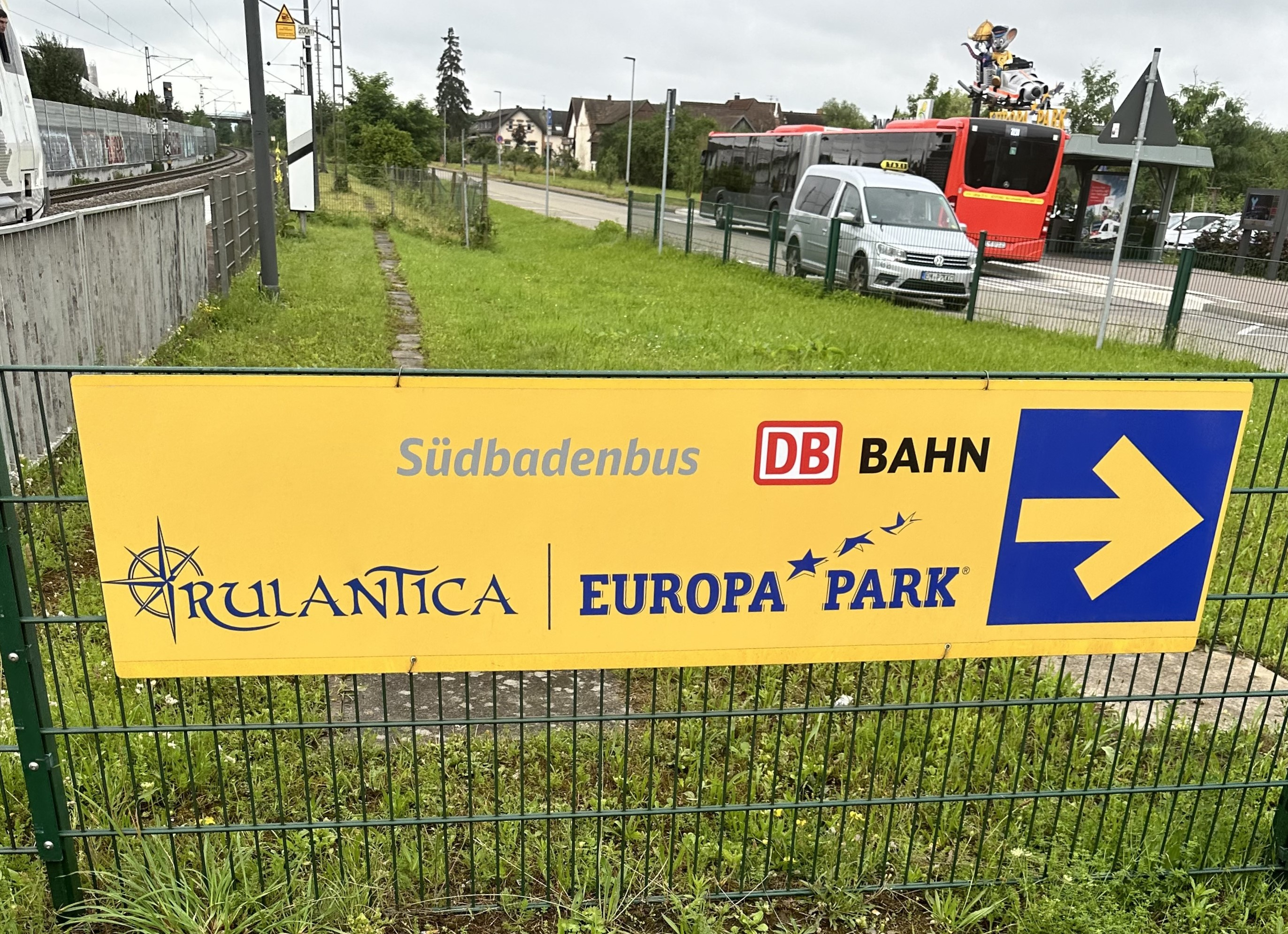
Signalétique indiquant la direction de l'arrêt de bus.

La halte est reliée, par une ligne de la DB Regio Bus Baden-Württemberg, aux complexes de loisirs Europa-Park et Rulantica.